# Monestir de Pitareti
El monestir de Pitareti (en georgià: ფიტარეთის მონასტერი) és un monestir medieval cristià ortodox de Geòrgia, aproximadament a 26 km al sud-oest de la ciutat de Tetritskaro, de la regió Kvemo Kartli, al sud-oest de la capital de la nació, Tbilisi.

## Història
El monestir consisteix en l'església de la Theotokos, un campanar, una tanca en ruïnes i diversos edificis accessoris més petits. L'església principal sembla haver estat construïda durant el regnat de Giorgi IV de Geòrgia, a començaments del segle xiii. El seu disseny s'ajusta al cànon contemporani d'una església amb cúpula georgiana i comparteix una sèrie de característiques comunes, com un típic plànol de creu i un pòrtic lateral únic, amb els monestirs de Betània, monestir de Kvatakhevi i monestir de Timotesubani. Les façanes estan decorades, accentuant els nínxols i les golfes. Tot l'interior va estar decorat amb frescs, però actualment només sobreviuen fragments danyats d'aquests murals.
El monestir va ser propietat i cementiri de la noble família de Kachibadze- Barataixvili i, des del 1536, dels seus descendents, els prínceps Orbeliani. Una inscripció del segle xiv esmenta un fundador: el camarlenc reial Kavtar Kachibadze. Una altra inscripció, d'una tomba de pedra, registra el nom de Qaplan Orbelishvili, el qual va renovar el monestir el 1671. El monestir va prosperar a Pitareti fins al 1752, quan es va veure obligat a tancar a causa d'un atac de Daguestan.

## Arquitectura
La planta del temple era quasi quadrada, amb una porta col·locada al costat del sud. A la part oriental té un gran absis central i als seus costats dos nínxols que tenen una porta d'entrada des del centre de la façana i una altra per l'espai central del temple.
L'única il·luminació consisteix en tres finestres a l'est. La part central de la planta està coberta per una cúpula i les seves parets laterals està realitzades amb arcs; la cúpula descansa sobre les cantonades de l'altar i dues columnes a l'oest; aquesta cúpula també il·luminava l'edifici interior per les dotze finestres que té al cercle superior; estan decorades amb diversos motius, l'arc de la finestra està completament tallat.

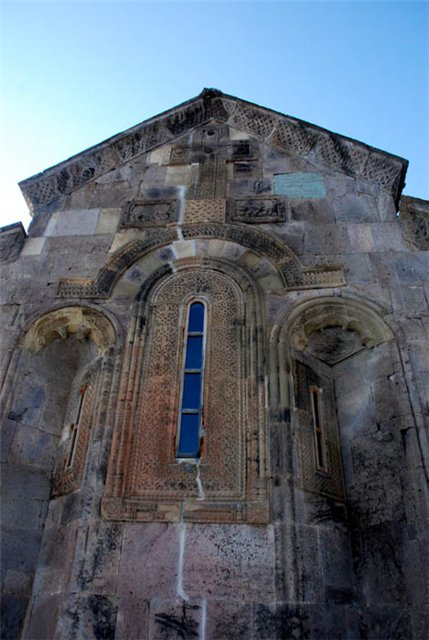
Façana oriental en què s'aprecia la finestra de l'absis central
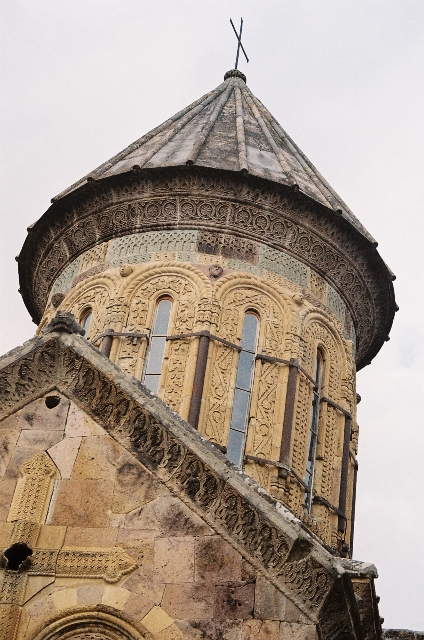
Exterior de la cúpula